# Pantaclès d'Athènes
Pantaclès d'Athènes (grec ancien : Παντακλῆς Ἀθηναῖος) est un vainqueur olympique originaire de la cité d'Athènes.
Il remporta deux fois de suite la course à pied du stadion d'une longueur d'un stade (environ 192 m) lors des 21e et 22e Jeux olympiques, en 696 et 692 av. J.-C. Il pourrait avoir aussi remporté le díaulos (double stade, soit environ 384 m) en 692 av. J.-C.,.
Pantaclès est le premier Athénien connu à remporter une couronne olympique ; il est aussi le premier athlète connu à avoir remporté plusieurs titres à Olympie ; il est enfin le premier vainqueur connu à avoir conservé son titre,.

## Sources
- Eusèbe de Césarée, Chronique, Livre I, 70-82. Lire en ligne.
- (en) Paul Christesen, Olympic Victor Lists and Ancient Greek History, New York, Cambridge University Press, 2007, 580 p. (ISBN 978-0-521-86634-7).
- (en) Mark Golden, Sport in the Ancient World from A to Z, Londres, Routledge, 2004, 184 p. (ISBN 0-415-24881-7).
- (en) David Matz, Greek and Roman Sport : A Dictionnary of Athletes and Events from the Eighth Century B. C. to the Third Century A. D., Jefferson et Londres, McFarland & Company, 1991, 169 p. (ISBN 0-89950-558-9)
- (it) Luigi Moretti, « Olympionikai, i vincitori negli antichi agoni olimpici », Atti della Accademia Nazionale dei Lincei, vol. VIII,‎ 1959, p. 55-199.